# Bay View, Kent
Bay View är en ort i grevskapet Kent i sydöstra England. Orten ligger i distriktet Swale på Isle of Sheppey, cirka 11 kilometer sydost om Sheerness. Tätortsdelen (built-up area sub division) Bay View hade 579 invånare vid folkräkningen år 2011.